# Mercados emergentes

Os países recentemente industrializados são incluídos entre os mercados emergentes

O termo mercados emergentes é comumente usado para descrever o negócio e a atividade de um mercado em industrialização ou regiões emergentes do mundo.
Mercado emergente é um termo usado na década de 1980. Na década de 1970 designado por países subdesenvolvidos. Nos dias de hoje definidos, por países emergentes, por possuírem um rápido crescimento econômico, industrial e de modernização. Estes países caracterizam-se por o seu custo salarial baixo a alta qualidade da sua manufatura, que irá ser exportada para os Estados Unidos, Japão e a Europa.
Não existe um consenso, ao longo do tempo, sobre a definição, mas segundo o Banco Mundial é aplicado esta terminologia, quando o produto nacional bruto PIB do país é inferior aos países desenvolvidos.
Segundo o economista Jim O'Neill classifica o México, Coreia do Sul, Turquia, Brasil, Rússia, China, Índia, como "mercados em crescimento". Os mercadores emergentes são no seu conjunto aproximadamente 27 países: os BRIC (Brasil, Rússia, Índia e China), Turquia, México, Indonésia, Tailândia, Polônia, Hungria, entre outros. Todos somam 62% da população do planeta e com a representatividade de 43% do Produto Interno Bruto.
O processo de globalização despontou a competitividade e a mudança de paradigma do crescimento econômico. O Brasil teve repercussões deste novo paradigma, no que concerne a repensar nas suas estratégias comerciais, para correlatar as suas deficiências.

## Acrônimos
No início do século XXI foram cunhados vários acrônimos em língua inglesa para apontar países com mercados emergentes e oportunidades para investidores do mercado financeiro.
- BRIC — cunhado em 2001 por Jim O'Neill (economista-chefe da Goldman Sachs) para se referir a Brasil, Rússia, Índia e China.[6][7]
- N-11 (Next Eleven, Próximos Onze) — cunhado em 2005 pela Goldman Sachs (Jim O'Neil, Roopa Purushothaman, Dominic Wilson e Anna Stupnytska) para se referir a Bangladexe, Coreia do Sul, Egito, Filipinas, Indonésia, Irã, México, Nigéria, Paquistão, Turquia e Vietnã.[6][8]
- NACAr — cunhado humoristicamente em setembro de 2005 por Lucas Llach para se referir a Noruega, Austrália, Canadá e Argentina.[9]
- E7 (Emerging Seven) — cunhado em 2008 pela PricewaterhouseCoopers (PwC) para se referir a Brasil, China, Índia, Indonésia, México, Rússia e Turquia.[10][11]
- CIVETS — cunhado em 2009 por Robert Ward (diretor da Economist Intelligence Unit e divulgado pelo presidente do HSBC Michael Geogeghan) para se referir a Colômbia, Indonésia, Vietnã, Egito, Turquia e África do Sul.[5][6][8][12][13]
- EAGLEs (Emerging and Growth-Leading Economies) — cunhado em 2010 pelo banco BBVA para se referir a uma lista não permanente alterada em informes trimestrais.[14][15]
- MIST ou MIKT — cunhado em janeiro de 2011 pelo Goldman Sachs para se referir a México, Indonésia, Coreia do Sul e Turquia.[5][12][16]
- TIMBI — cunhado em fevereiro de 2011 por Jack A. Goldstone para se referir a Turquia, Indonésia, México, Brasil e Índia.[12]
- CARBS — cunhado em novembro de 2011 pelo Citigroup para se referir a Canadá, Austrália, Rússia, Brasil e África do Sul.[17]
- 3G (Global Growth Generating) — cunhado em 2011 por Willem Buiter and Ebrahim Rahbari (do Citigroup) para se referir Bangladexe, China, Egito, Filipinas, Índia, Indonésia, Iraque, Mongólia, Nigéria, Seri Lanca e Vietnã.[18]
- CASSH — cunhado em 2012 por Russ Koesterich (estrategista-chefe de investimentos da BlackRock) para se referir a Canadá, Austrália, Singapura, Suíça e Honcongue.[17]
- MINT — cunhado em 2014 pela Fidelity Investments para se referir a México, Indonésia, Nigéria e Turquia.[5][6][19]
- VISTA — cunhado pelo Instituto Japonês de Pesquisa sobre BRIC para se referir a Vietnã, Indonésia, África do Sul, Turquia e Argentina.[5][8][12]
- CEMENT (Countries in Emerging Markets Excluded by New Terminology) — cunhado para se referir a "Países nos Mercados Emergentes Excluídos pela Nova Terminologia".[6][17]
- TICK — cunhado em janeiro de 2016 por Steve Johnson (do Financial Times) para se referir a Taiuã, Índia, China e Coreia do Sul.
- KOMETS — cunhado pelo Bank of America Merrill Lynch para se referir a Coreia do Sul, México e Turquia.[20][21]